# 洪下乡
洪下乡，是中华人民共和国江西省九江市瑞昌市下辖的一个乡镇级行政单位。

## 行政区划
洪下乡下辖以下地区：
张家铺村、高露村、洪下村、迪畲村、大屋冯村和瓜山村。